# Coconari, Buzău
Coconari este un sat în comuna Poșta Câlnău din județul Buzău, Muntenia, România.